# MOSFET nhiều cổng

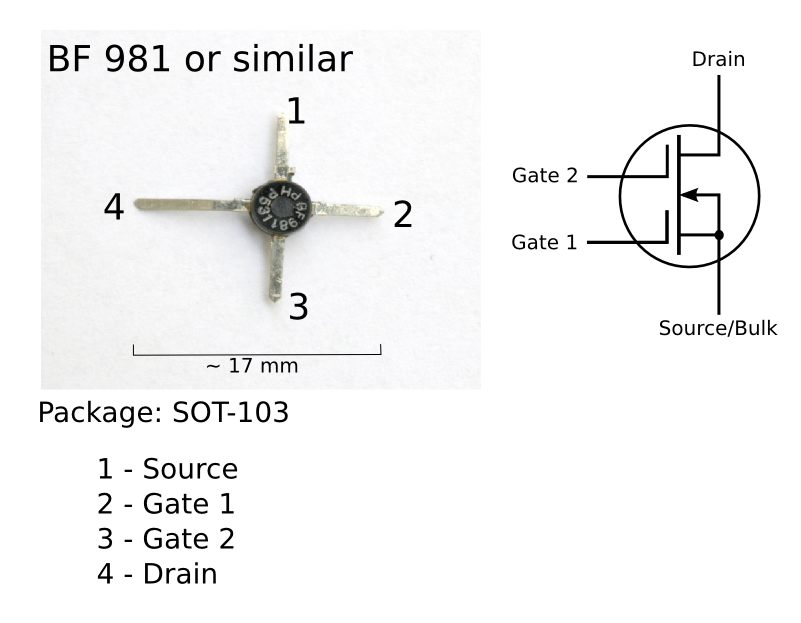
Một MOSFET hai cổng và ký hiệu

MOSFET nhiều cổng, MOSFET đa cổng hoặc transistor hiệu ứng trường nhiều cổng (MuGFET, multigate FET) dùng để chỉ một MOSFET (metal–oxide–semiconductor field-effect transistor) có kết hợp nhiều hơn một cực cổng (gate) vào một phần tử duy nhất. Nhiều cổng có thể được điều khiển riêng rẽ, hoặc nối chung vào một điện cực cổng duy nhất, trong đó các bề mặt nhiều cổng hoạt động bằng điện như một cổng duy nhất hoặc bằng các điện cực cổng độc lập.
Một phần tử đa cổng sử dụng các điện cực cổng độc lập đôi khi được gọi là transistor hiệu ứng trường đa cổng độc lập (MIGFET, multi independent gate FET). Các phần tử đa cổng được sử dụng rộng rãi nhất là FinFET (transistor hiệu ứng trường vây) và GAAFET (transistor hiệu ứng trường toàn cổng). Đó là các transistor không phẳng (non-planar), hoặc transistor 3D.
Tên gọi cho các nhóm transistor đa cổng cụ thể có thể chứa thông tim đặc trưng của nhóm đó, ví dụ MOSFET hai cổng (dual gate) được gọi là "Transistor DG MOSFET".